# Dienst Spoorwegpolitie

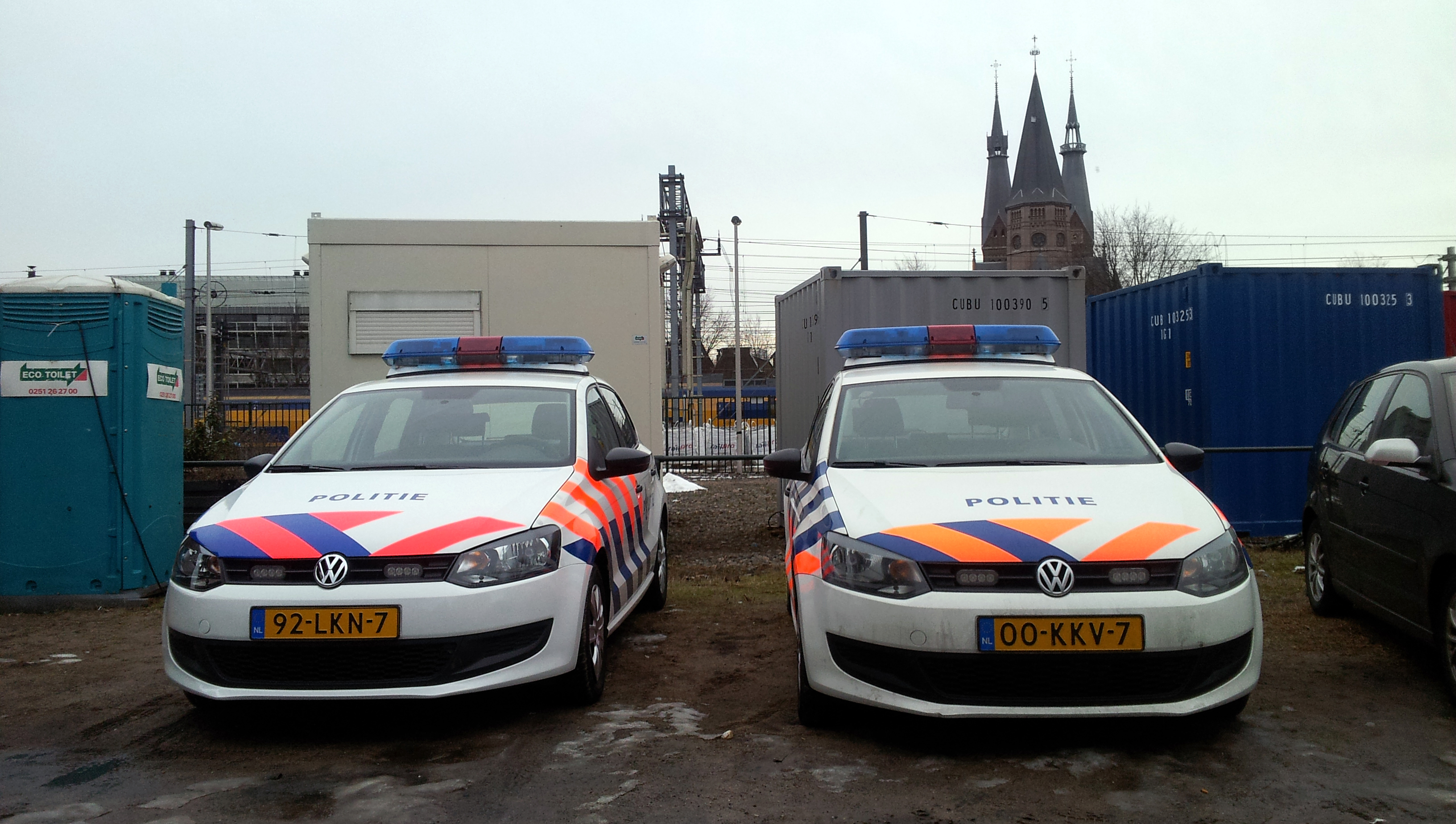
Opvallende surveillancevoertuigen van de Dienst Spoorwegpolitie op Station Amsterdam CS

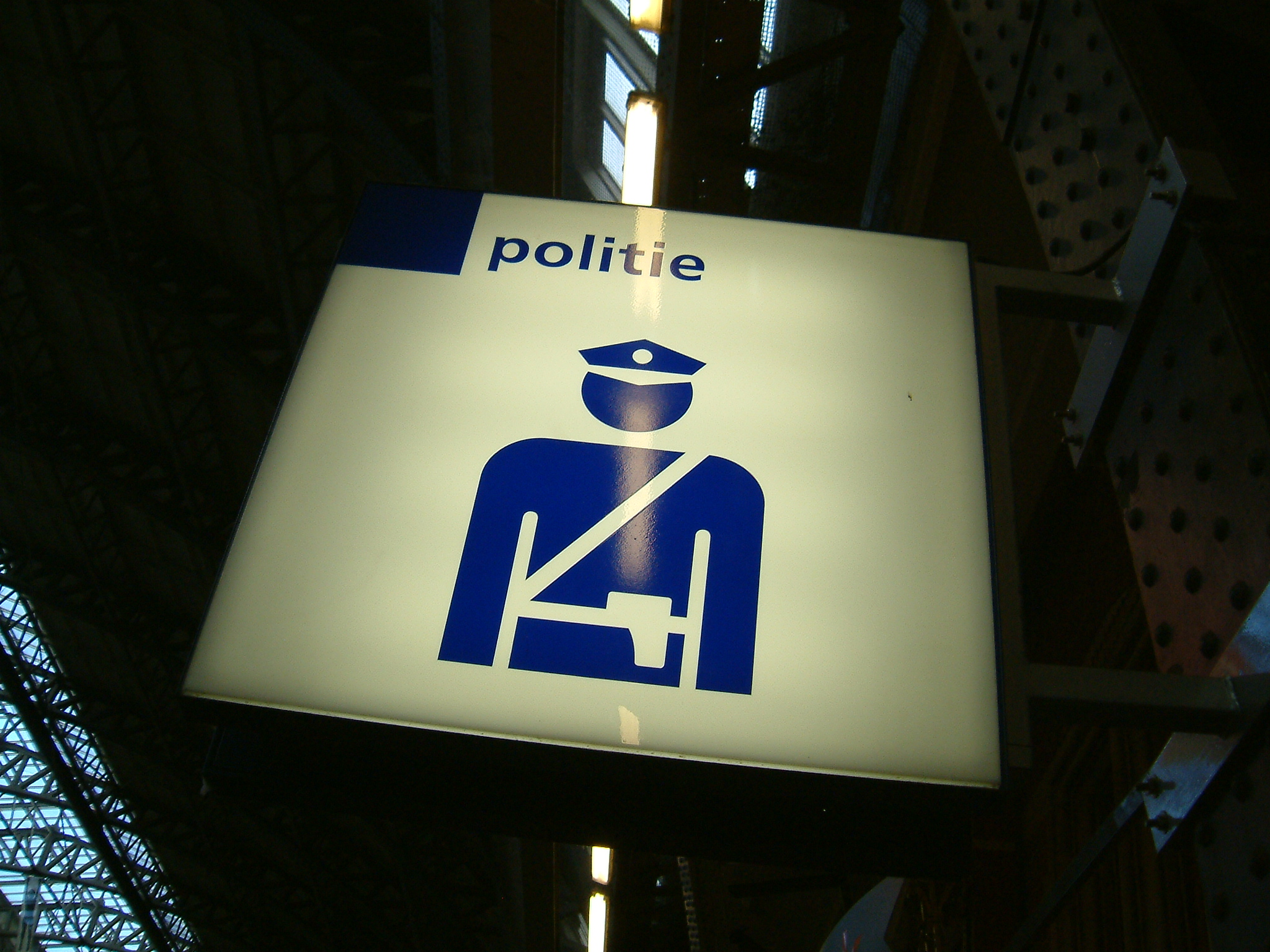
Pictogram Spoorwegpolitie, Amsterdam Centraal Station

De Dienst Spoorwegpolitie (SP of DSP), voorheen de divisie Spoorwegpolitie, was een Nederlandse spoorwegpolitiedienst, onderdeel van het toenmalige Korps Landelijke Politiediensten (KLPD). De Dienst Spoorwegpolitie is samen met de Dienst Verkeerspolitie (DVP), de Dienst Waterpolitie (DWP) en de Dienst Luchtvaartpolitie (DLVP) opgegaan in de Dienst Infrastructuur van de Landelijke Eenheid van de politie.

## Geschiedenis
Op 19 februari 1919 werd de spoorwegpolitie op initiatief van de Amsterdamse politie als onderdeel van de Nederlandse Spoorwegen opgericht, allereerst onder de noemer 'spoorwegrecherche'.
De eerste geüniformeerde spoorwegrechercheur werd op 17 maart 1953 aan de pers getoond. In 1955 keurde de toenmalige minister van Justitie een door de Directie van de NS uitgevaardigde instructie goed, waarmee de algemene politietaak op spoorwegterreinen werd opgedragen aan de spoorwegpolitie.
De minister van Justitie besloot in 1978 de naam 'spoorwegrecherche' te wijzigen in 'spoorwegpolitie'. 
Medewerkers hadden toen als 'onbezoldigd ambtenaar van het Korps Rijkspolitie' (O.A.K.R) opsporingsbevoegdheid.
Na een reorganisatie binnen de NS werd de spoorwegpolitie onderdeel van de Dienst Bedrijfsbeveiliging van de Nederlandse Spoorwegen en later in 1994 onderdeel van 'NS Beveiliging Services (NSBS)'. Agenten werden ingezet door het bedrijfsonderdeel dat om de politie vroeg.
Elke directeur van een station maakte een veiligheidsplan waarin naast camera's en particuliere beveiligers, de spoorwegpolitie een rol kon vervullen. Het station betaalde vervolgens voor de inzet.
Na de reorganisatie van de Nederlandse politie in 1994 (regiokorpsen) bleef de spoorwegpolitie, onder de noemer 'NS Korps Spoorwegpolitie' onderdeel uitmaken van de Nederlandse Spoorwegen. De medewerkers van de spoorwegpolitie kregen minder territoriale bevoegdheden en werden bestempeld als 'Buitengewoon Opsporingsambtenaar, bevoegd tot het opsporen van alle strafbare feiten tot aan de drempel van stations en de treinen, onder toezicht van de Korpschef van het Korps landelijke politiediensten en de Hoofdofficier van het Arrondissementsparket Utrecht.

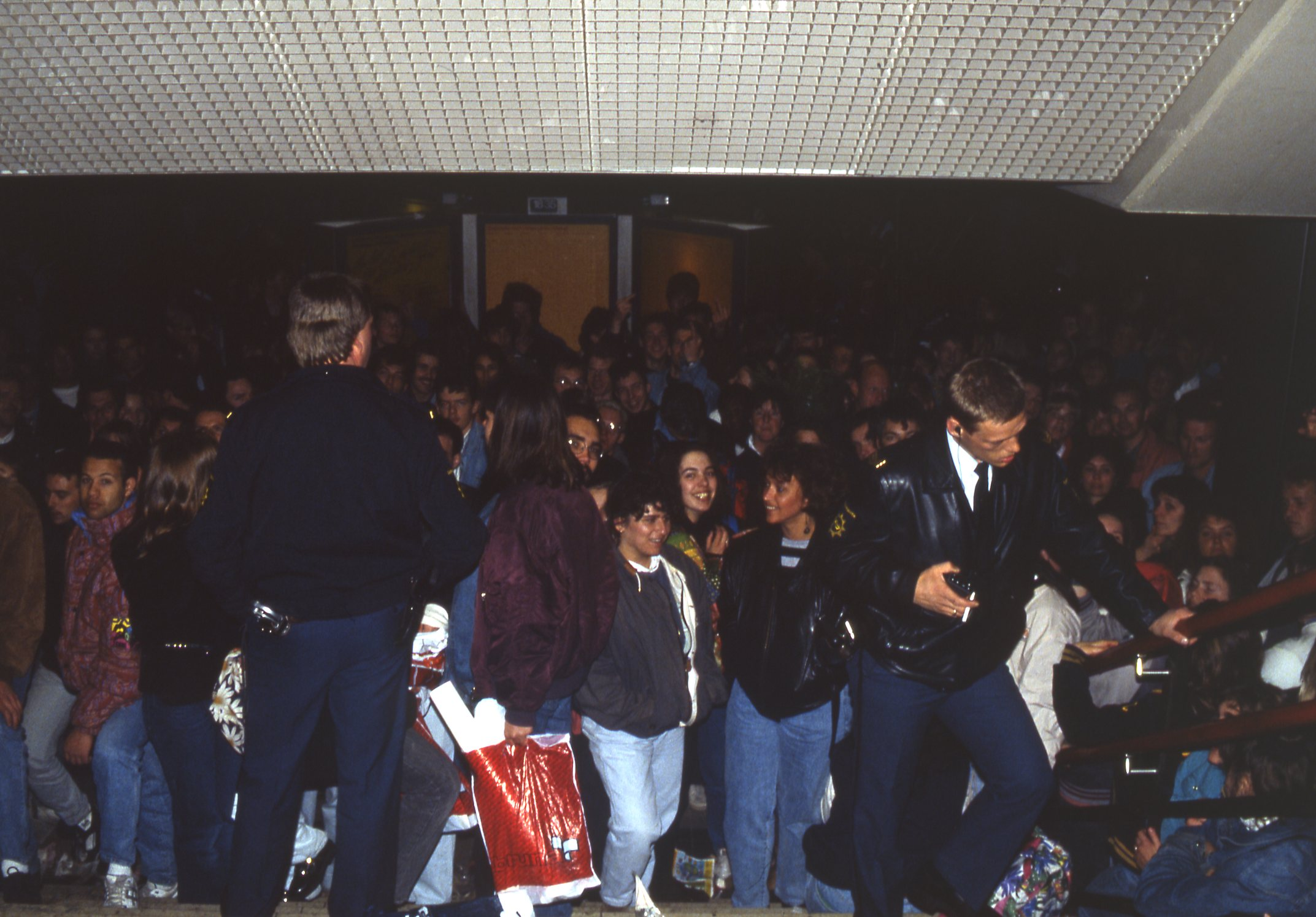
Hier houdt de spoorwegpolitie de menigte tegen

Gedurende deze gehele periode was de spoorwegpolitie in feite een particuliere politiedienst van de Nederlandse Spoorwegen.
Na de verzelfstandiging van de N.V. Nederlandse Spoorwegen is de spoorwegpolitie in 2000 als 'Dienst spoorwegpolitie' ondergebracht bij het Korps Landelijke Politiediensten (KLPD) naast de andere 'blauwe' diensten van het KLPD: de Dienst verkeerspolitie, de Dienst waterpolitie en de Dienst luchtvaartpolitie. Daarmee werd ook de territoriale bevoegdheid (op basis van artikel 141 van het Wetboek van Strafvordering) van de spoorwegpolitie weer hersteld.

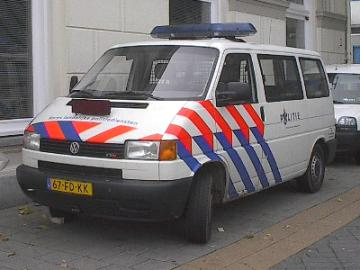
Voormalige bus van de Dienst spoorwegpolitie op Station Zwolle

De spoorwegpolitie bestond uit 13 regionale teams. Na een aantal reorganisaties werden de 13 teams teruggebracht naar 9 teams en in 2011 naar 4 geografische units:
1. Unit Noordwest (Noord-Holland, Zaanstreek, Amsterdam, Schiphol, Flevoland)
2. Unit Middenzuid (Utrecht, 's-Hertogenbosch, Eindhoven, Maastricht)
3. Unit Zuidwest (Den Haag, Rotterdam, Roosendaal, Breda)
4. Unit Noordoost (Groningen, Leeuwarden, Drenthe, Overijssel)

Naast de vier geografische units bestond er een unit 'Probleemgerichte Inzet en Executieve ondersteuning (PI & ExO)'. Medewerkers van het onderdeel 'Probleemgerichte Inzet' werden op basis van informatie in het land ingezet waar extra (gespecialiseerde) politiecapaciteit nodig was, binnen de Dienst spoorwegpolitie, het KLPD of een politieregio. Het onderdeel 'Executieve Ondersteuning' omvatte de eigen informatie- en rechercheafdeling van de Dienst Spoorwegpolitie. 
De Unit Probleemgerichte inzet is eind 2012 opgeheven. Bij de dienst spoorwegpolitie werkten 540 fulltime medewerkers.
De spoorwegpolitie heeft zich in een hoog tempo geprofessionaliseerd; zo is onder andere een afdeling Verkeersspecialisten Rail (VSR) ingericht. De VSR heeft tot taak complexe ongevallen en onderzoeken te verrichten binnen het spoordomein. Daarnaast is deze specialisatie op alle andere zich op rail voortbewegende voertuigen toepasbaar, zoals de metro en tram. Gezien de complexiteit van de regelgeving is tevens een specialistische opleiding ontwikkeld voor de medewerkers van de dienst spoorwegpolitie om onderzoek te doen en deze wetgeving te kunnen handhaven.
De spoorwegpolitie was tot 1 januari 2013 verantwoordelijk voor de eerstelijns politiezorg (basispolitiezorg) op de perrons en in de treinen en op vijf grote stations in Nederland (Station Amsterdam Centraal, Station Den Haag Centraal, Station Rotterdam Centraal, Station Utrecht Centraal en Station Schiphol).

## Internationaal
De Nederlandse Spoorwegpolitie werkt samen met Europese spoorwegpolitiediensten in de vorm van gemeenschappelijke controles en voetbalsupportersbegeleiding. Daarnaast delen de Europese spoorwegpolitiediensten kennis en ervaring in Railpol.

## Opgeheven
Op 1 januari 2013 hield de Dienst spoorwegpolitie als afzonderlijke dienst van het KLPD op te bestaan en werd samen met de waterpolitie, verkeerspolitie en luchtvaartpolitie, ondergebracht bij de dienst Infrastructuur van de Landelijke Eenheid van de Nationale Politie. Als laatste werden op 1 januari 2015 de politietaken van de spoorwegpolitie op het Amsterdam Centraal Station overgedragen aan de eenheid Amsterdam.
Met de opheffing van de spoorwegpolitie komt het verwijt dat de politie zich vergaand terugtrekt uit het spoordomein. Na een aantal geweldsincidenten, waaronder een zware mishandeling van een conductrice in maart 2015 op het traject tussen Schiphol en Hoofddorp eisten NS-medewerkers actie van de politiek. Op 11 maart 2015 kondigden staatssecretaris Wilma Mansveld (Infrastructuur), minister Stef Blok (Veiligheid en Justitie), NS-topman Timo Huges en de vakbonden aan dat de overheid en de Nederlandse Spoorwegen extra maatregelen nemen om de agressie op stations en in treinen tegen te gaan. Onder andere zullen toegangspoorten worden gesloten, komt er meer cameratoezicht, een stationsverbod ingevoerd vanaf mei 2015 en op de twintig grootste stations komt een stationsagent, die indien nodig snel extra collega's kan oproepen. Minister Blok geeft aan dat de communicatie tussen de politie en de spoorsector wordt verbeterd, zodat de politie gericht kan surveilleren op plekken en momenten waarvan het spoorbedrijf aangeeft dat dat nodig is. Hoe de inzet van de stationsagent en de communicatie precies vorm krijgt is nog onbekend.
Op 22 januari 2018 doet Pier Eringa van Prorail een oproep voor de terugkeer van de spoorwegpolitie omdat het aantal treinvertragingen door vandalisme in 2017 weer is gestegen ondanks de extra inzet van 150 BOA's en camera's. In een reactie daarop geeft de minister Ferdinand Grapperhaus aan dat de Landelijke en regionale eenheden het toezicht uitvoeren en dat het bestrijden van vandalisme daar een nadrukkelijk onderdeel van uitmaakt. Het ministerie wijst erop dat er de afgelopen tijd al veel maatregelen zijn genomen om de veiligheid van reizigers en spoorpersoneel te vergroten. Bovendien hebben de betrokken partijen onlangs afgesproken om deze aanpak voort te zetten.
Zaterdagavond 13 april 2024 werd een conductrice tussen Delft en Den Haag Hollands spoor geschopt, geslagen en van de trap af geduwd door een groep jongeren. Een minderjarige is aangehouden. De NS en vakbonden zullen het treinverkeer landelijk stil leggen op zaterdagavond 20 april 2024 om een signaal af te geven aan de samenleving en politiek.  "Het geweldsincident van afgelopen weekend past in een schrikbarend patroon van bedreigingen en belagingen van onze collega's. We lopen tegen grenzen aan van wat wij kunnen. We hebben hulp nodig van de overheid", zegt Wouter Koolmees in een verklaring .
De opsplitsing van de Landelijke Eenheid op 1 januari 2024 zorgde ervoor dat de taken die zijn overgebleven met betrekking tot het spoordomein zijn ondergebracht in de Eenheid Landelijke Expertise en Operaties van de Nederlandse Politie.